# 燕善
燕善（14世紀—15世紀），江西九江府德化縣人，明朝政治人物。

## 生平
燕善是永樂十二年（1414年）甲午科江西鄉試舉人，授武陵知縣，他嚴厲駕馭吏員，對人民卻寬大，人稱為良吏，入覲時得旌異，擢太僕寺丞。

## 引用
1. 1 2  同治《【江西】德化縣志·卷三十二·人物志》：燕善，永樂甲午舉於鄉，任湖廣武陵縣令，馭吏以嚴，撫民以寬，號為良吏，入覲受敕旌異，尋擢太僕寺丞。
2. ↑  同治《武陵縣志·卷二十八·職官志》：知縣……燕喜【善】 德化人，永樂時任，馭吏撫民，寬嚴得體